# Cautethia spuria
Cautethia spuria (tên tiếng Anh: Spurious sphinx) là một loài bướm đêm thuộc họ Sphingidae. Nó sống ở México tới Costa Rica tới miền nam Texas và Oklahoma trên lực địa Bắc Mỹ.
Ấu trùng ăn Coutarea hexandra, Chiococca alba và Chiococca pachyphylla và có lẽ các loài Rubiaceae khác.

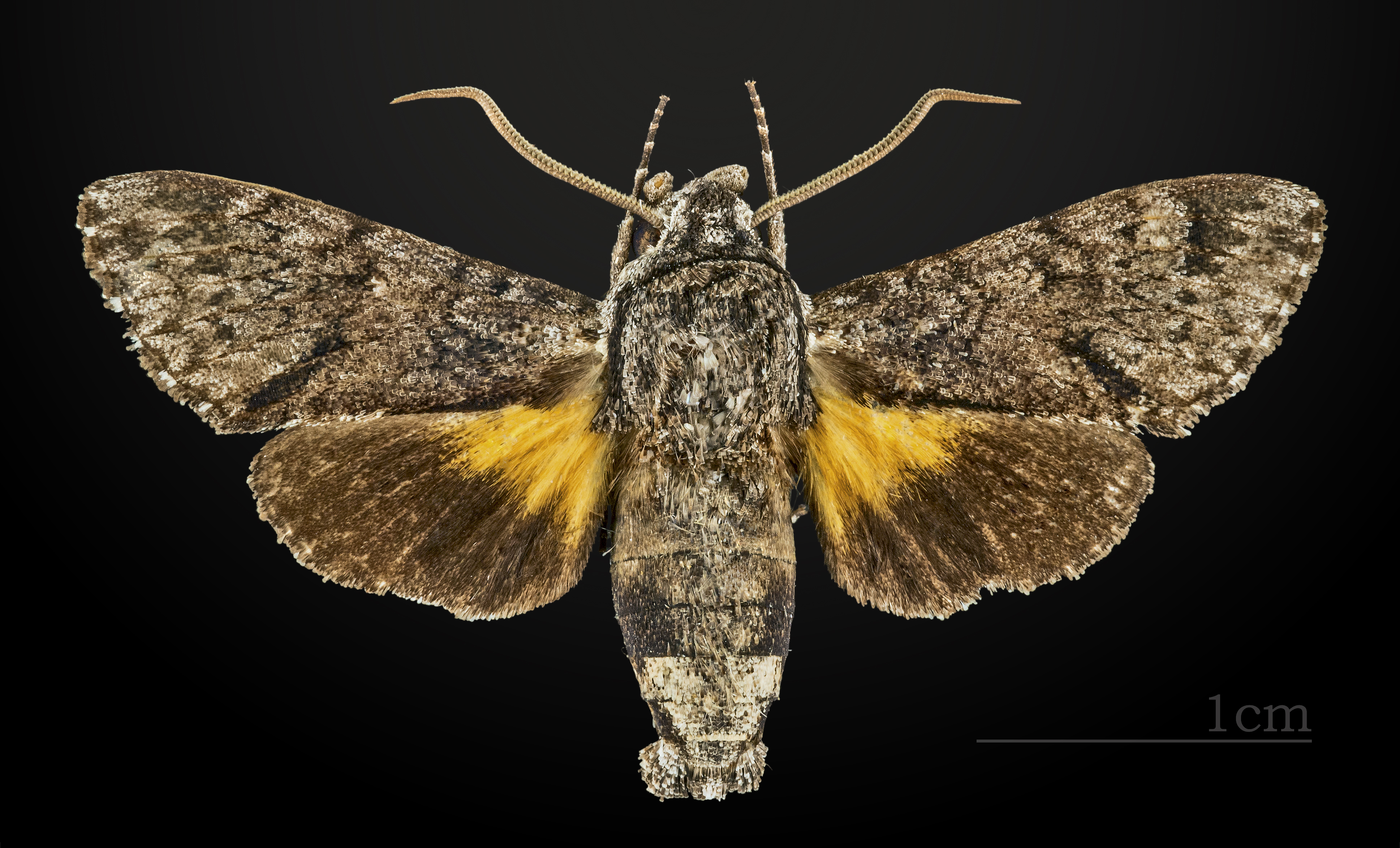
♂
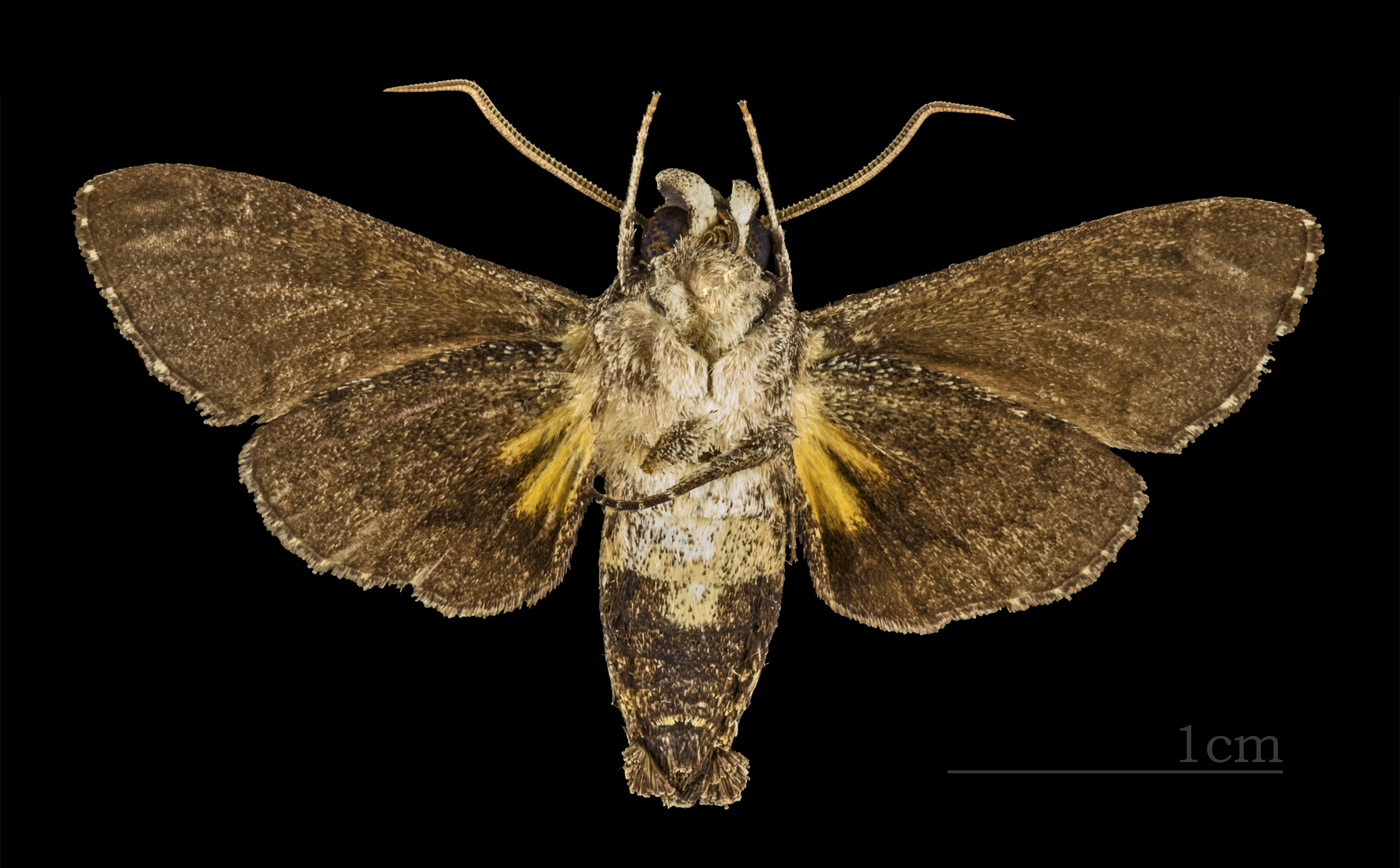
♂ △